# Dagar som skakat världen
Dagar som skakat världen (ryska: Октябрь – Десять дней, которые потрясли мир) är en sovjetisk stumfilm från 1928 av regissörerna Sergej Eisenstein och Grigorij Aleksandrov.
Filmen beställdes av den sovjetiska regeringen för att fira tioårsjubileet av oktoberrevolutionen.

## Handling
Filmen handlar om ryska revolutionen och beskriver händelserna som ledde fram till oktoberrevolutionen, den tar sin början i februari 1917 med en grupp revolutionärer som river ned en staty av tsar Alexander III. Den provisoriska regeringen bildas och Rysslands deltagande i första världskriget fortgår. Filmen visar hur Lenin återvänder från exil och hyllas av stora folkmassor. Sedan visas massakern på bolsjeviker under julioroligheterna och Kornilovs kuppförsök. Efter det skildras händelserna under oktoberrevolutionen och filmens klimax visar stormningen av Vinterpalatset och störtandet av den provisoriska regeringen.

## Medverkande
| Vasilij N. Nikandrov | – Lenin                      |
| Nikolaj Popov        | – Kerenskij                  |
| Ljasjenko            | – Konovalov                  |
| Boris Livanov        | – Teresjtjenko               |
| Eduard Tisse         | – en tysk officer            |
| Sokolov              | – Vladimir Antonov-Ovsejenko |
| Nikolaj Podvoiskij   | – Nikolaj Podvoiskij         |

## Bakgrund
I samband med tioårsjubileet av oktoberrevolutionen beställdes ett antal filmer av den sovjetiska regeringen. Eisenstein och hans grupp arbetade med Kampen för jorden men tilldelades ett nytt projekt. De fick instruktionerna att arbetet med filmen skulle inledas den 1 januari 1927, att produktionen skulle ta nio månader och att filmen skulle innehålla förberedelser för revolutionen, dess centrala skeenden i Petrograd samt episoder ur inbördeskriget.

## Produktion
På grund av projektets stora omfång gick de första tre månaderna åt till att skriva manus. Aleksandrov hade ursprungligen inte varit med i förberedelserna då förhoppningen funnits att han skulle kunna fortsätta arbeta på Kampen för jorden, han blev dock snabbt anlitad för att hjälpa till med manus och regi. Manuset baserades på den stora mängden dokumentärt material som fanns från revolutionen samt på John Reeds bok Tio dagar som skakade världen.
De första scenerna filmades 13 april 1927, inspelningen ägde rum på de platser där de historiska händelserna skett. Regissörerna fick tillgång till stora resurser, bland annat den sovjetiska armen och flottan, de fick också tillgång till kryssaren Aurora.
Istället för att ha traditionella protagonister utvecklade Eisenstein vidare det han kallade "masseposet", där massorna istället för en individuell hjälte driver berättelsen framåt. Han valde att använda sig av dubbelgångare för att spela viktiga historiska figurer, bland annat spelades Lenin av Vasilij Nikandrov, en lastbilschaufför från Uralbergen. En av få professionella skådespelare var Boris Livanov från Konstnärliga teatern i Moskva som var mycket lik en av ministrarna och tog rollen på grund av sin vänskap med Eisenstein.

## Lansering
När filmen var färdig i november 1927 var den strax under fyra timmar lång, men medan Eisenstein spelade in Dagar som skakat världen hade Josef Stalin tagit makten över politbyrån från Lev Trotskij och regissören tvingades klippa ned filmen med över en tredjedel av den totala längden för att undvika referenser till Trotskij. På grund av att Eisenstein blev sjuk och den stora mängden klippningsarbete som behövde göras kunde bara några enstaka scener visas för publik under revolutionens årsdag den 7 november 1927. Först den 14 mars 1928 hade den färdiga filmen premiär på Bolsjojteatern i Moskva.
Den ursprungliga titeln var enbart Oktober men den omklippta versionen som lanserades internationellt kallades Oktober – Tio dagar som skakade världen för att stärka kopplingen till John Reeds berömda bok som varit en av Eisensteins källor.

## Mottagande
Dagar som skakat världen fick ett varmt mottagande utomlands men i Sovjetunionen fick filmen hårdare kritik. Av ryska kritiker attackerades Eisenstein för sin "formalistiska excess" och för att återigen ha skapat en film som var för svårtillgänglig för den sovjetiska publiken.
Scener och bilder från filmen har senare använts som om de vore autentiska dokumentationer av bland annat Lenins tal och stormningen av Vinterpalatset.